# Oranienbaum (Duitsland)
Oranienbaum is een plaats en voormalige gemeente in de Duitse deelstaat Saksen-Anhalt en maakt deel uit van de gemeente Oranienbaum-Wörlitz in de Landkreis Wittenberg. Oranienbaum telt 3.341 inwoners.
Het ensemble van de voormalige stad en het slot maakt deel uit van het Parklandschap Dessau-Wörlitz, dat in 2000 op de werelderfgoedlijst van de UNESCO is opgenomen.

## Geschiedenis
Oranienbaum heette aanvankelijk Nischwitz (ook Nichtewitz of Nichaize). Het was een oude Slavische nederzetting, voor het eerst in de archieven vermeld in 1179, toen het behoorde tot het klooster Nienburg bij Bernburg (Saale). Het was ten gevolge van de landbouwcrisis in de vijftiende en zestiende eeuw en de Dertigjarige Oorlog sterk in verval geraakt. Het kwam later in bezit van de vorsten van Anhalt. In 1660 schonk vorst Johan George II van Anhalt-Dessau het dorp aan zijn echtgenote Henriëtte Catharina van Oranje-Nassau. Zij bracht Nischwitz tot grote bloei en in 1673 noemt ze het Oranienbaum, zoals haar zusters de namen Oranienburg (Brandenburg), Oranienstein (Dietz) en Oranienhof (bij Kreuznach) aan dorpen in hun gebied gaven.
Henriëttes schoonmoeder had in 1644 een begin gemaakt met de wederopbouw van het dorp. Ze had er een met een gracht omringd huis laten bouwen en een schapenhouderij gesticht. Bovendien heeft ze een begin laten maken met de bouw van een kerkje.

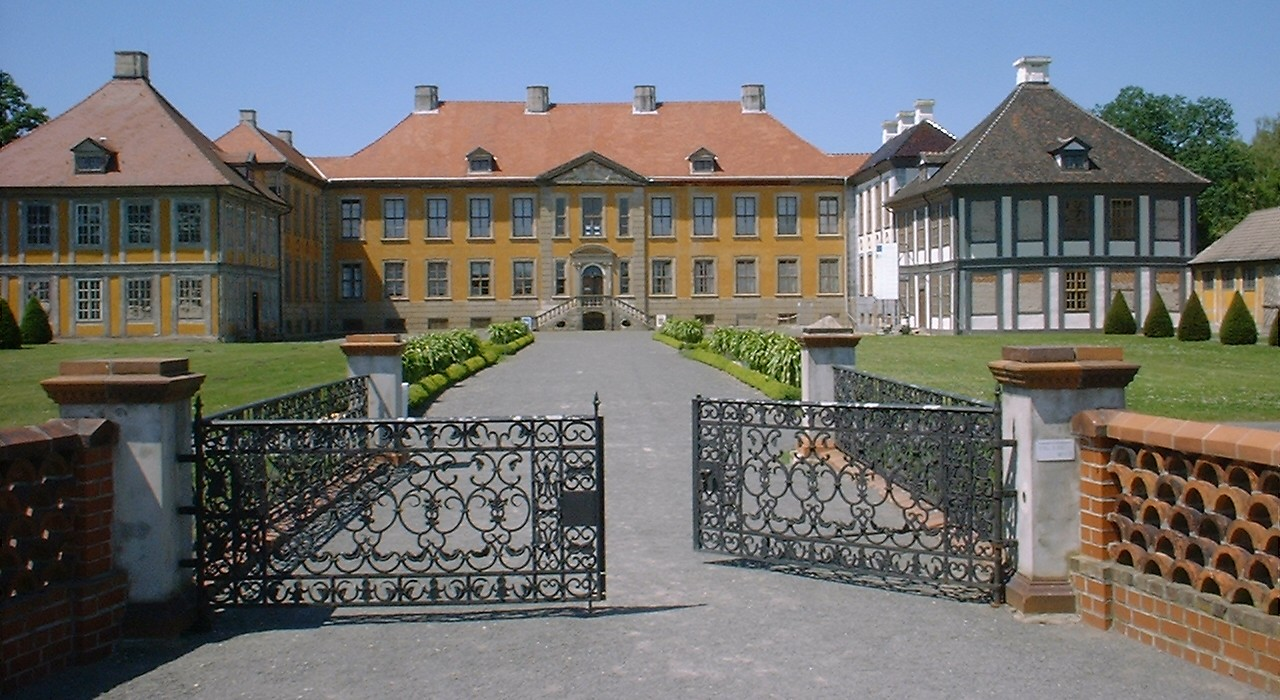
Slot Oranienbaum

Voordat Henriëtte begon met de bouw van een paleis dat meer voldeed aan haar wensen dan het eenvoudige versterkte huis van haar schoonmoeder, verschafte ze het dorp een economische basis met in gedachten de Nederlandse economie en vakkennis. In 1669 was ze door het uitkopen van de boeren in het bezit gekomen van alle grond, zowel de gemeenschappelijke gronden als de privélanderijen, en liet ze de akkers intensief bebouwen. Ze stimuleerde de aanbouw van hop, stichtte een bierbrouwerij en liet tabak aanplanten.
In 1683 wordt begonnen met de bouw van een bescheiden paleis onder leiding van de Nederlandse architect Cornelis Ryckwaert, die ook een nieuw stratenplan ontwerpt. Om dit laatste te kunnen realiseren worden de bestaande hutten afgebroken, terwijl de eigenaars een vergoeding krijgen in geld of materialen voor de bouw van een nieuw huis. Pas in 1698 is het paleis gereed. Henriëtte woont er tot aan haar dood in 1708.
Henriëtte laat de landerijen in Oranienbaum intensief bebouwen. In 1693 sticht ze een dorpsbrouwerij, terwijl ze tal van inwoners het privilege verleent om thuis bier te brouwen voor de verkoop. Deze privileges waren aan de huizen gebonden, wat betekende dat een volgende bezitter er eveneens profijt van had. Op 53 huizen rustte een dergelijk privilege. In hetzelfde jaar laat ze een tabaksplantage aanleggen, waarvan de opbrengst bestemd is voor de export. Ook nu nog (1993) wordt er tabak verbouwd, zij het niet meer op grote schaal. Van haar echtgenoot krijgt zij in dat jaar het monopolie op de aanplant van saffraan, anijs en verfmos. Ten slotte verleent zij de stad een privilege voor het houden van jaarmarkten op maandag vóór Pinksteren en maandag na Sint-Maarten. Ook sticht ze een tehuis voor weduwen, dat naar voorbeeld van een Nederlands hofje werd beheerd.
- Gemeinsame Normdatei: 4102111-3
- Library of Congress Control Number: nr00028160
- Virtual International Authority File: 131786480

Dit object maakt deel uit van het Parklandschap Dessau-Wörlitz, dat in 2000 in zijn geheel op de werelderfgoedlijst van de UNESCO is geplaatst. De overige items ervan zijn:
Parklandschap Dessau-Wörlitz · 
Wörlitz (dorp) · 
Slot Wörlitz · 
Wörlitzer park · 
Oranienbaum (Duitsland) · 
Slot Oranienbaum · 
Gotische Huis (Wörlitz) · 
Luisium · 
Slot Georgium · 
Slot Mosigkau ·
Grosskühnau · 
Sieglitzer Berg